# Gålsjön (Götlunda socken, Närke)
Gålsjön är en sjö i Arboga kommun i Närke och ingår i Norrströms huvudavrinningsområde.